# Schollbrunn
Schollbrunn ist eine Gemeinde im südlichen Spessart. Sie gehört zum unterfränkischen Landkreis Main-Spessart. Der Sitz der Gemeindeverwaltung ist Kreuzwertheim. Die Gemeinde ist Mitglied der Verwaltungsgemeinschaft Kreuzwertheim.

## Geografie

### Geografische Lage
Der Hauptort liegt auf einem Höhenrücken im südlichen Teil des Spessarts, westlich der Region Würzburg. Der topographisch höchste Punkt der Gemeindegemarkung befindet sich mit 465 m ü. NHN an der Staatsstraße 2316 nordwestlich von Schollbrunn, der niedrigste liegt am Kropfbach auf 174 m ü. NHN.

### Gemeindegliederung
Es gibt sieben Gemeindeteile (in Klammern ist der Siedlungstyp angegeben):
- Baumgartshof (Einöde)
- Grünau (Kartause)
- Nickelsmühle (Einöde)
- Schneidmühle (Einöde)
- Schollbrunn (Pfarrdorf)
- Schreckenmühle (Einöde)
- Zwieselmühle (Weiler)

Es gibt nur die Gemarkung Schollbrunn.

### Nachbargemeinden
|                    | Gemeinde Bischbrunn                         | Gemeinde Esselbach    |
| Gemeinde Altenbuch | Kompassrose, die auf Nachbargemeinden zeigt | Stadt Marktheidenfeld |
|                    | Gemeinde Hasloch                            | Markt Kreuzwertheim   |

## Name

### Etymologie
Der Name Schollbrunn geht aus dem Wort scholle und mittelhochdeutsch brunne hervor. Es bedeutet Erdscholle und Quelle oder Brunnen. Als Erklärung ergibt sich daraus „eine Quelle, die aus Erdschollen entspringt“. Zeitweise wurde wohl das Wort schal, für lautes Getöse oder Schall, eingedeutet; die Quelle also nach ihrem Geräusch benannt.

### Frühere Schreibweisen
Frühere Schreibweisen des Ortes aus diversen historischen Karten und Urkunden:
| - 1282 Scholbrunne - 1285 Schalbrunnen - 1311 Schalbrun - 1314 Schoelbrun - 1328 Schalbruennen - 1329 Schalbrunne - 1359 Schollbrunnen | - 1373 Schalbrunnen - 1470 Scholbrun - 1474 Scholbronne - 1475 Scholbronn - 1480 Schellbronne - 1802 Schollbrunn |

## Geschichte

### Bis zur Gemeindegründung
Schollbrunn geht auf eine Waldrodung zurück. Das wohl ursprüngliche Waldhufendorf entstand etwa im 12. Jahrhundert. 1281 wurde der Ort erstmals urkundlich erwähnt.
Schollbrunn gehörte bis ins 19. Jahrhundert zur Grafschaft Wertheim der Grafen Löwenstein-Wertheim. Die Grafschaft gehörte zwischen 1500 und 1806 zum Fränkischen Reichskreis. Im Zuge der Mediatisierung fiel Schollbrunn 1806 an den Fürstprimatischen Staat und 1810 an das Großherzogtum Frankfurt. Dort lag es 1812 einschließlich zweier Höfe, dreier Mühlen und der ehemaligen Karthause Grünau mit 94 Feuerstellen und 494 Einwohnern als Mairie in der Districtsmairie Triefenstein des Departements Aschaffenburg. Maire war Peter Pfenning. Der katholische Schullehrer hieß Johann Geis und der protestantische P. J. Nitschky. 1814 fiel Schollbrunn mit der Districtsmairie Triefenstein an das Königreich Bayern. Im Zuge der Verwaltungsreformen in Bayern entstand mit dem Gemeindeedikt von 1818 die heutige Gemeinde.

### Verwaltungsgeschichte

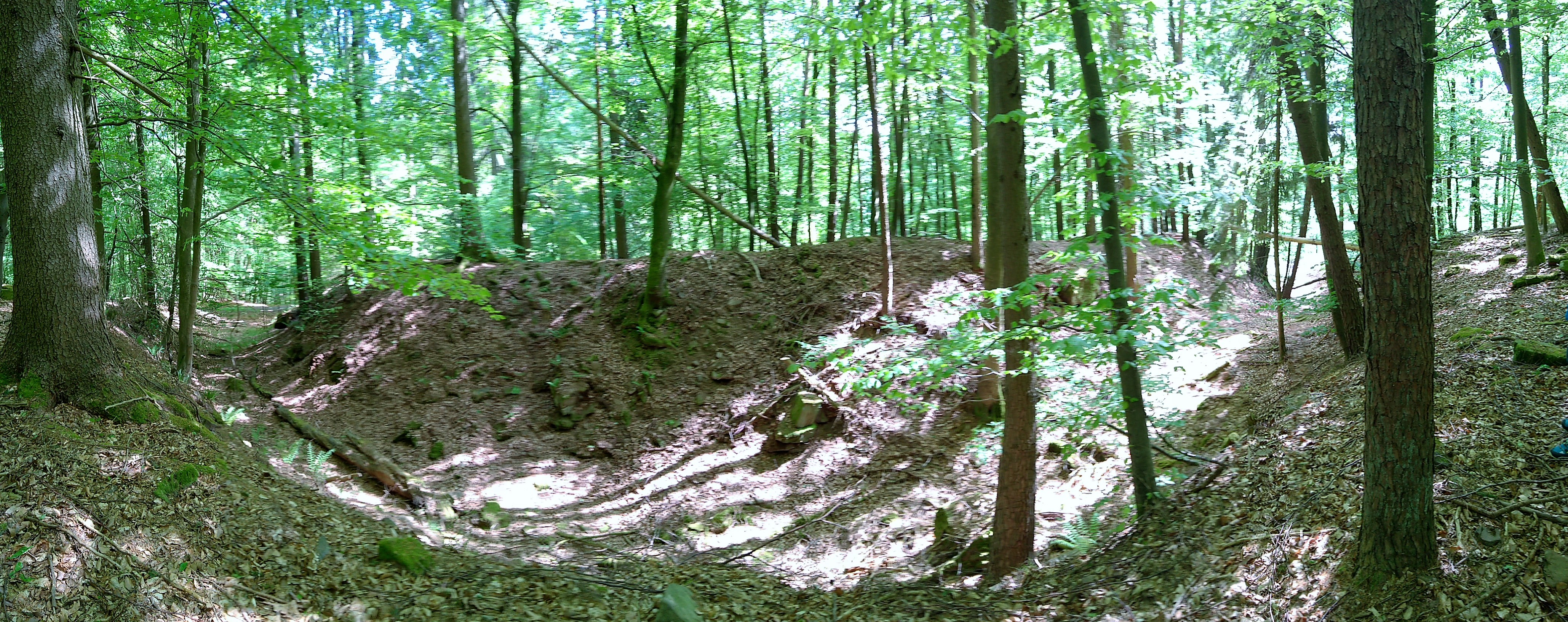
Burgstall der Burg Reinstein mit dem nördlichen Halsgraben

Im Jahre 1862 wurde das Bezirksamt Marktheidenfeld gebildet, auf dessen Verwaltungsgebiet Schollbrunn lag. 1939 wurde wie überall im Deutschen Reich die Bezeichnung Landkreis eingeführt. Schollbrunn war nun eine der 47 Gemeinden im Landkreis Marktheidenfeld. Mit der Auflösung dieses Landkreises kam Schollbrunn am 1. Juli 1972 in den neu gebildeten Landkreis Mittelmain, der zehn Monate später seinen endgültigen Namen Landkreis Main-Spessart erhielt.
Die Burg Reinstein, Stammburg der Herren von Reinstein, einem Ministerialengeschlecht des Hochstifts Würzburg vom 12. bis ins 16. Jahrhundert, war eine Spornburg, vermutlich aus dem 13. Jahrhundert, und stand auf dem südlichen Bergsporn des Rehbergs in heutiger Schollbrunner Gemarkung (ehemals Michelriether Forst) oberhalb des Tals des Haslochbachs im Südspessart nördlich der Nickelsmühle.

### Einwohnerentwicklung
| Jahr | Anzahl |
| ---- | ------ |
| 1961 | 702    |
| 1970 | 731    |
| 1987 | 866    |
| 1995 | 967    |
| 2000 | 946    |
| 2005 | 926    |
| 2010 | 936    |
| 2015 | 955    |
| 2020 | 913    |

Im Zeitraum 1988 bis 2018 stieg die Einwohnerzahl von 850 auf 903 um 53 Einwohner bzw. um 6,2 %.

## Politik

### Bürgermeister

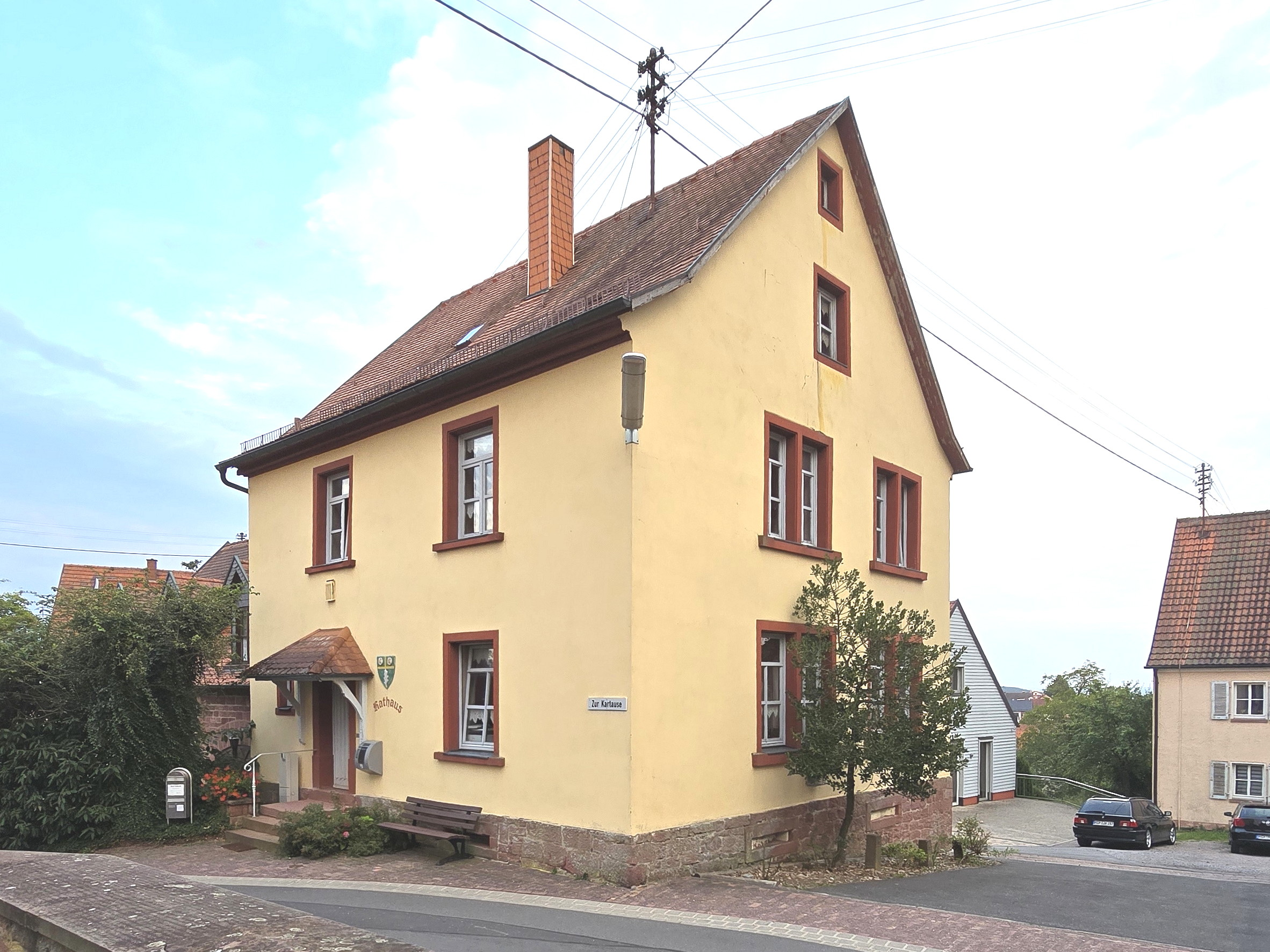
Rathaus in Schollbrunn

Erste Bürgermeisterin ist seit 1. Mai 2014 Thea Kohlroß (Bürger für Schollbrunn); sie wurde am 15. März 2020 mit 86,9 % der Stimmen für weitere sechs Jahre gewählt. Ihr Vorgänger war Rudolf Kuhn (CSU/Freie Christliche Wähler).

### Gemeinderat
Die Kommunalwahlen vom 15. März 2020 führten zu folgender Sitzverteilung im Gemeinderat (in Klammern die Mandate in der Amtszeit 2014 bis 2020):
- Bürger für Schollbrunn: 6 Sitze (4)
- Freie Wähler Schollbrunn: 2 Sitze (4)

### Wappen
|                         | Blasonierung: „In Grün ein durchgehendes erhöhtes goldenes Kreuz, in dessen beiden oberen Winkeln je eine silberne heraldische Rose mit goldenem Butzen schwebt; der untere Teil des Kreuzstammes belegt mit einem aufrecht stehenden silbernen Eichenblatt.“ |
| Wappenführung seit 1958 | |

## Wirtschaft und Infrastruktur

### Wirtschaft einschließlich Land- und Forstwirtschaft
2017 gab es in der Gemeinde 117 sozialversicherungspflichtige Arbeitsplätze. Von der Wohnbevölkerung standen 378 Personen in einem versicherungspflichtigen Beschäftigungsverhältnis. Damit war die Zahl der Auspendler um 261 Personen größer als die der Einpendler. Zehn Einwohner waren arbeitslos. 2016 gab es sieben landwirtschaftliche Betriebe.

### Bildung
Am 1. März 2018 gab es in der Gemeinde eine Kindertageseinrichtung mit 33 genehmigten Plätzen und 32 Kindern, davon 7 unter drei Jahren. Schulen befinden sich nicht am Ort.

### Öffentlicher Nahverkehr
| Linie | Linienweg                                              | Montag – Freitag | Samstag   | Sonntag      |            |
| ----- | ------------------------------------------------------ | ---------------- | --------- | ------------ | ---------- |
| 661   | Schollbrunn – Kreuzwertheim – Marktheidenfeld          | 3 Fahrten        | 3 Fahrten | 3 Fahrten    | nur Rufbus |
| 662   | Schollbrunn – Kreuzwertheim – Wertheim/Marktheidenfeld | 6 Fahrten        | 1 Fahrt   | kein Verkehr |            |

Der nächste Bahnhof befindet sich in Hasloch (Main) und ist mit den Buslinien erreichbar (Haltestelle: Post/Bahnbrücke).

## Sehenswürdigkeiten

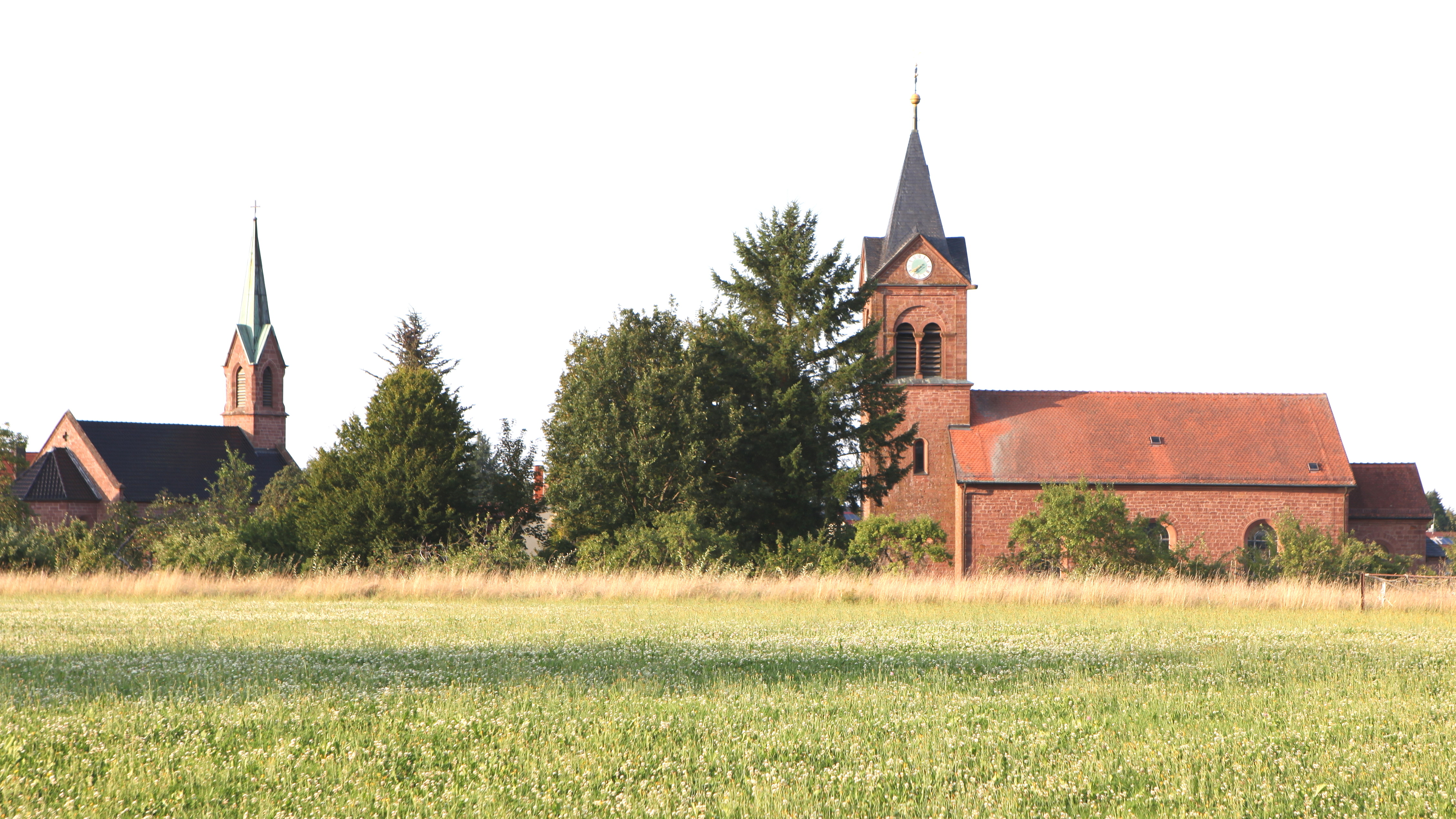
Links die evangelische und rechts die katholische Kirche

### Kirchen
In Schollbrunn bestand seit der Mitte des 17. Jahrhunderts ein Simultaneum. Die beiden Konfessionen benutzten gemeinsam bis 1888 die evangelische Kirche. 1888 wurde die katholische Kirche St. Heinrich und St. Margareta geweiht. Die heutige evangelische Martin-Luther-Kirche entstand als Ersatzneubau 1896.

### Wildpark Schollbrunn

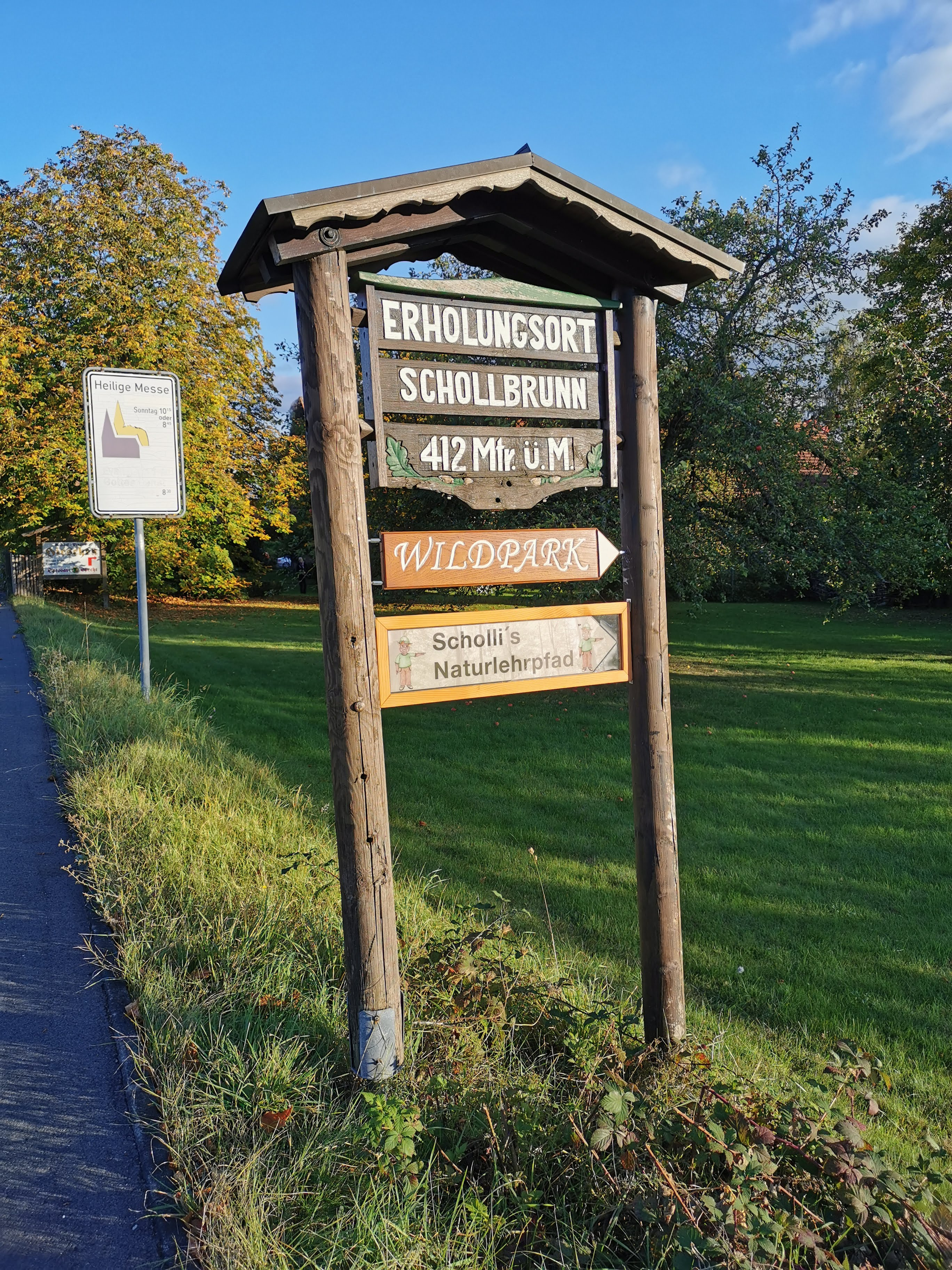
Wegweiser zum Wildpark Schollbrunn

Der in den 1960er Jahren von Widukind Rüppel angelegte Wildpark ist besonders für seinen reichen Rotwildbestand bekannt.
Der sogenannte „Hasenstab-Hirsch“, ein kapitaler 20-Ender, stellte die Hauptattraktion des Geheges dar. Der Hirsch verstarb Ende 2011 unerwartet und wurde von Tierschützern aus dem Umkreis beerdigt. Eine Ausstellung des Geweihs ist ab Anfang Juli 2012 in der Kartause Grünau geplant. Im Juli 2012 wurde bekannt, dass der Hirsch durch eine Entzündung im Darm (Enteritis) verstarb.

### Schollbrunner Feldkreuz
Auf der Anhöhe Kropfbrunn wurde im Jahr 1981 anlässlich des 700. Jahrestags der ersten urkundlichen Erwähnung Schollbrunns ein Feldkreuz errichtet. Es befindet sich in unmittelbarer Nähe zum Wildpark Schollbrunn und stellt ein beliebtes Ziel für Wanderer und Touristen dar. Seit 2001 wird an dieser Stelle alljährlich ein katholischer Ostergottesdienst abgehalten.

### Mühlental Hasloch
Das Tal des Haslochbaches und seiner Zuflüsse hatte früher sechs Mühlen, von denen die Schreckenmühle noch heute in Betrieb ist. Die anderen Mühlen sind heute als Gaststätte oder Pension ausgebaut. Das zur Naherholung und zum Wandern genutzte Tal durchzieht der Spessart-Kulturweg Mühlenstraße Haseltal. An seinem mittleren Bereich, zwischen Schreckenmühle und Nickelsmühle befinden sich die Überreste der Burg Reinstein. Neben der Schneidmühle befindet sich die Ruine der Markuskapelle. Am Zufluss Kropfbach liegt die ehemalige Kartause Grünau.

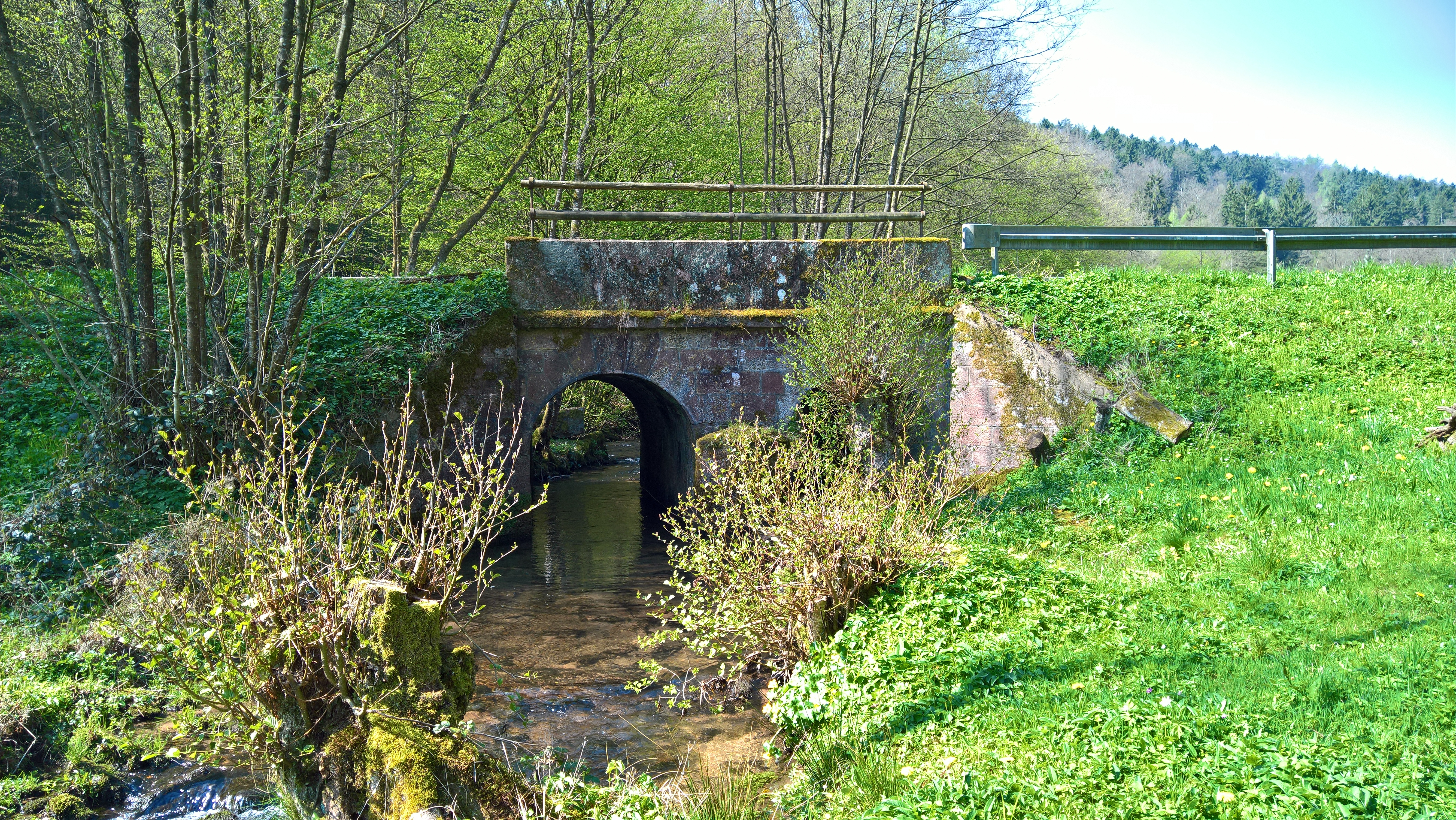
Blick auf Haslochbach und alte Holländerbrücke
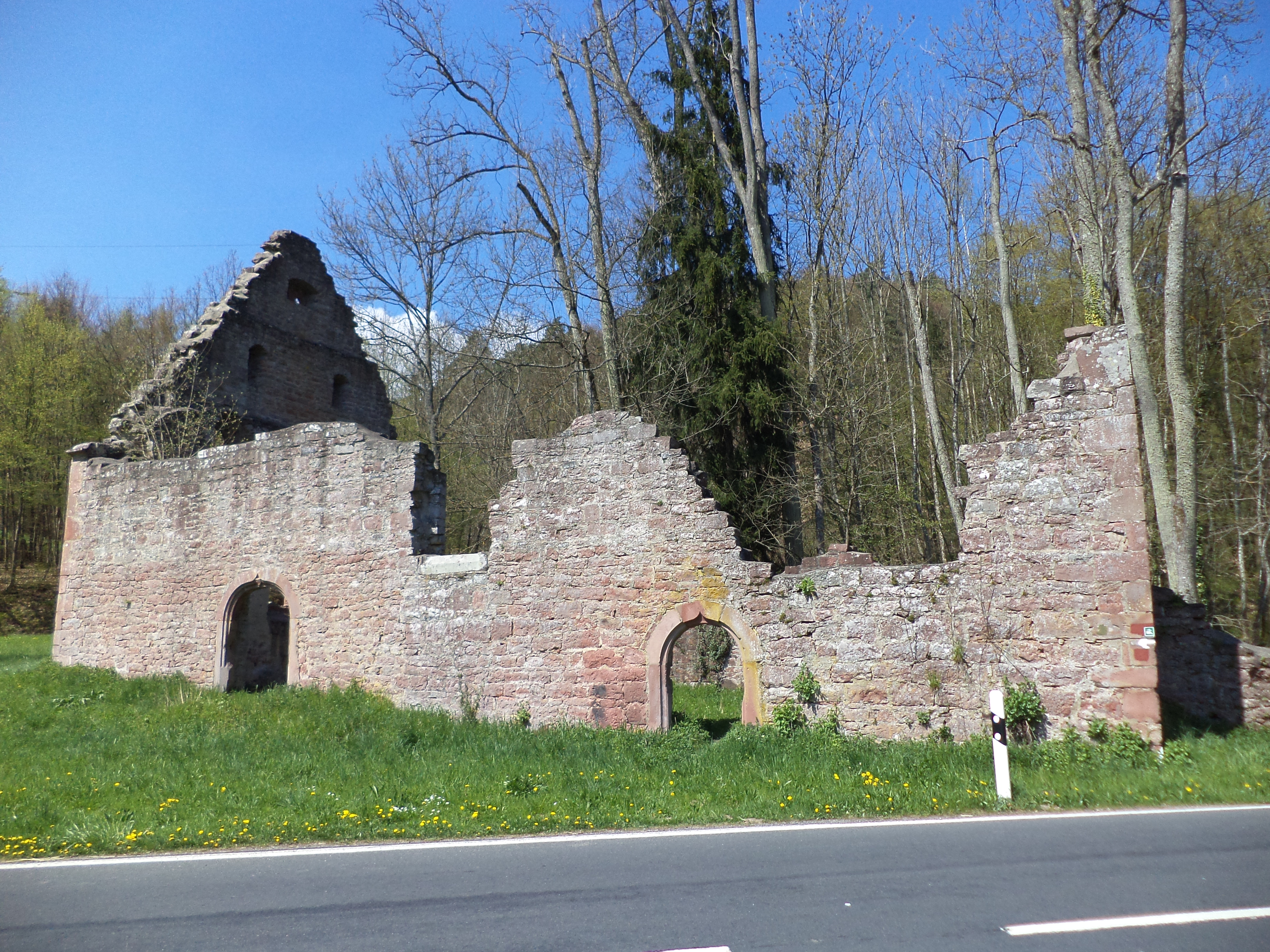
Die Ruine der Markuskapelle am mittleren Teil des Haseltales
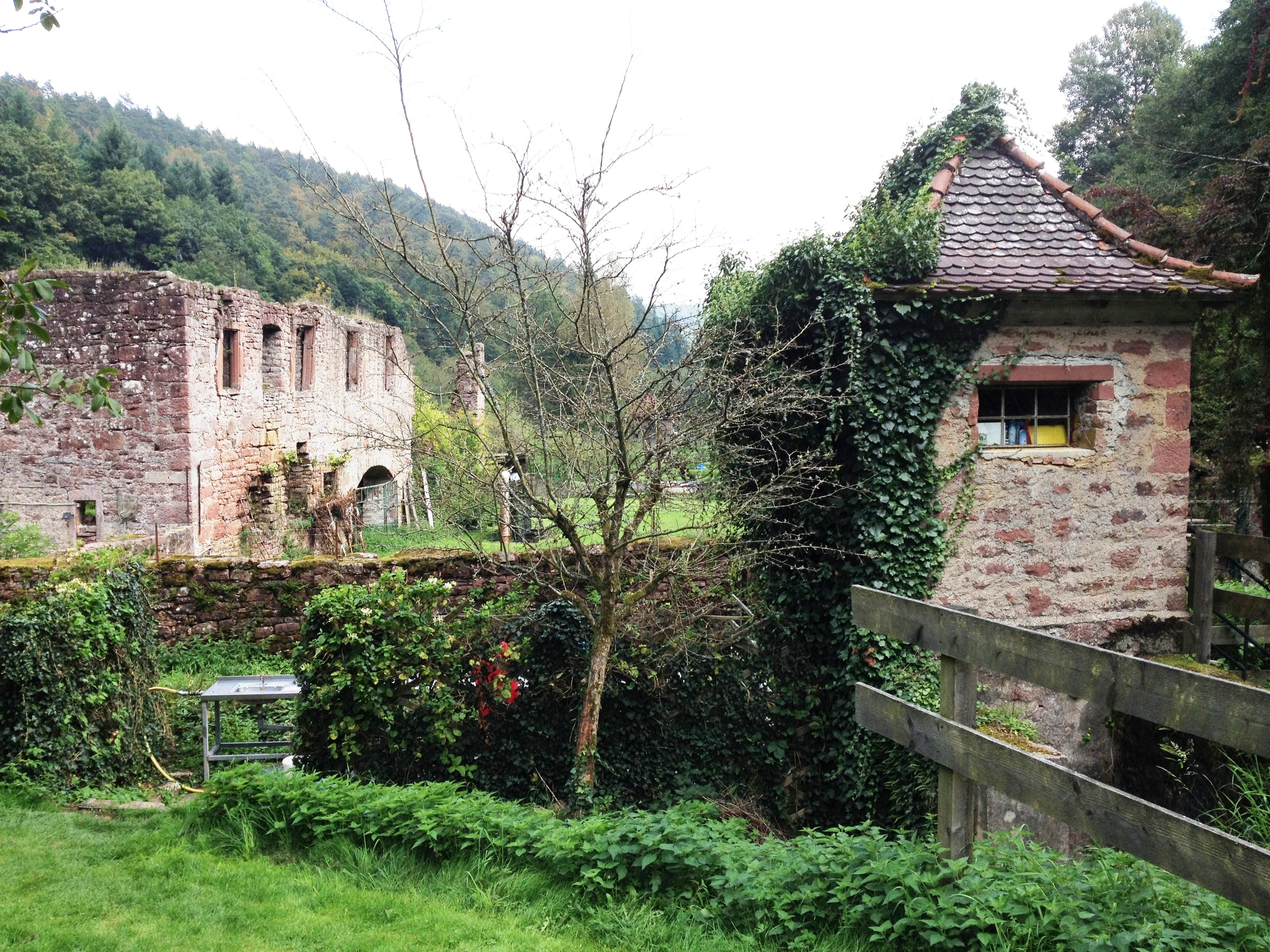
Die Ruinen der Kartause Grünau

## Persönlichkeiten
- Ferdinand Wiesmann (1896–1924), politischer Aktivist und Beteiligter am Attentat auf Heinz-Orbis